# メアリー・マギー
メアリー・アン・マギー（Mary Ann McGee、1986年9月25日 - ）は、アメリカ合衆国のプロボクサー。インディアナ州ゲーリー出身。元IBF女子世界スーパーライト級王者。

## 来歴
2005年5月20日、Jasmine Davis戦でデビューし、判定勝利。
2007年10月19日、プロ13戦目（12勝1無効試合）でTawnyah Freemanが持つNABC女子ライト級王座に挑み、5回TKOでプロ初タイトル獲得。
2009年4月25日、Kristy Follmar相手に自身の持つNABC王座とこの試合に懸けられたWBCインターナショナル王座を争い、2-0判定で勝利し2冠獲得。
2010年2月26日、Brooke Dierdorffに0-3判定でプロ初黒星を喫し1無効試合を挟んだ連勝も17で止まった。その後は3連勝。
2013年5月11日、 ホリー・ホルムが持つIBA・WBF女子世界スーパーライト級王座に挑戦するが、0-3判定で敗れ王座獲得ならず。
2013年10月4日、敵地アルゼンチンにてエリカ・ファリアスが持つWBC女子世界ライト級王座に挑むが、0-3判定で敗れ連敗
その後は5連勝して、2019年12月5日にニューヨークのターミナル5にてアナ・エステチェとのIBF女子世界スーパーライト級王座決定戦に挑み、10回TKOでIBF王座獲得に成功。
2021年10月30日、O2アリーナにてシャンテル・キャメロンと自身の持つIBF王座に相手のWBC王座とこの試合にかけられたリングマガジン認定王座を争うが、10回0-3（91-99、90-100、92-99）判定で敗れIBF王座陥落
2023年1月14日、ダイアナ・サンタナと6回戦を行い、4回終了後に相手の棄権により勝利し再起成功。

## 獲得タイトル
- NABC女子ライト級王座
- WBC女子インターナショナルライト級王座
- IBF女子世界スーパーライト級王座（防衛1）